# Perinereis gualpensis
Perinereis gualpensis är en ringmaskart som beskrevs av Jeldes 1963. Perinereis gualpensis ingår i släktet Perinereis och familjen Nereididae. Inga underarter finns listade i Catalogue of Life.